# Gustav Noske
Gustav Noske (Brandenburg, 1868. július 9. – Hannover, 1946. november 30.) német szociáldemokrata politikus és a weimari köztársaság első hadügyminisztere volt. A berlini Spartakus-felkelés brutális leverőjeként vált hírhedtté.

## Élete és munkássága
Gustav Noske 1868. július 9-én munkáscsaládban született Brandenburgban. 1884-ben belépett Németország Szociáldemokrata Pártjába (Sozialdemokratische Partei Deutschlands – SPD). 1893-tól SPD újságoknak dolgozott Brandenburgban és Königsbergben, 1902-ben szerkesztő lett a reformista Chemnitzer Volksstimme című lapnál. 1906-ban megválasztották a   Reichstag tagjának, ahol az SPD jobbszárnyának katonai és gyarmatügyi szakértőjévé vált. Helyeselte a császári hadi és gyarmati hódítási törekvéseket, mely számos vita forrásává vált pártjában.
1914 után az SPD háborúpárti többségéhez tartozott, vakon támogatta Németország háborús törekvéseit. 1918 novemberében a császár lemondását pártolta, mert vélekedése szerint, csak az biztosíthatta a békét. 1918 november 4-én, a kieli matrózfelkelés kitörésekor kormánymegbízottként Kielbe utazott a rend helyreállítása céljából. Bátran és szakértelemmel tárgyalt a matrózokkal, akikkel sikerült megegyezésre jutnia, megválasztották a Kieli Katonatanács elnökének és a város kormányzójának. Amikor 1918 decemberében a Németország Független Szociáldemokrata Pártja (Unabhängige Sozialdemokratische Partei Deutschlands – USPD) lemondott a weimari nemzetgyűlési választásokig átmeneti kormányként működő Népmegbízottak Tanácsában (Rat der Volksbeauftragten) betöltött 3 helyéről, Noske foglalta el az üres helyek egyikét. Amikor megkérdezték tőle, hogy elvállalja-e a katonai ügyek vezetését, a következő, utóbb híressé vált, cinikus mondattal válaszolt: „Valakinek a véreb szerepét is el kell vállalnia, és én nem riadok vissza a felelősségtől.” 1919 januárjában a szabadcsapatokra, az ún. Freikorps egységekre támaszkodva könyörtelen brutalitással verte le a Spartakus-felkelést. 1919 februárjától az időközben megalakult weimari köztársaság első hadügyminisztere lett.
1920 márciusában a hatalom megszerzésére irányuló, jobboldali Kapp-puccs alatt kompromittálta magát, aminek következtében lemondatták. Az 1920-as Reichstag választásokon az SPD már nem indította. Régi barátai, Otto Braun és Carl Severing mentették meg karrierjét azzal, hogy jelölték Hannover tartományi kormányzójává, melyet 1920-tól 1933-ig töltött be. 1944 júliusában részt vett az Adolf Hitler elleni sikertelen hatalomátvételi kísérletben. 1946. november 30-án hunyt el Hannoverben.